# Франк КФА

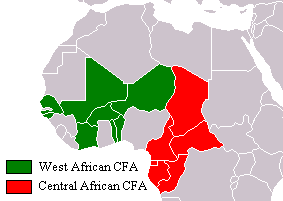
Країни, які використовують африканський франк як грошову одиницю.
Зелений — західноафриканський франк
Червоний — центральноафриканський франк

Африканський франк, франк КФА (фр. franc CFA, céfa чи просто franc) — грошова одиниця африканських країн — колишніх колоній Франції, а також Гвінеї-Бісау (колишньої колонії Португалії) і Екваторіальної Гвінеї (колишньої колонії Іспанії). Код валюти XAF для центральноафриканського франка і XOF для західноафриканського франка.
Обмінний курс африканського франка до євро фіксований — 655,957 африканських франків за 1 євро: 100 африканських франків = 1 французький (новий) франк = 0,152449 євро.
Хоча центральноафриканський і західноафриканський франки мають ідентичну вартість щодо інших валют, західноафриканські монети та банкноти не приймаються в країнах центральноафриканського франка і навпаки.

## Назва
Між 1945 і 1958 роками «КФА» (фр. Colonies françaises d'Afrique) розшифровувалося як «французькі африканські колонії», пізніше, між 1958 (роком встановлення П'ятої республіки у Франції) і 1960 (початком набуття незалежності африканськими колоніями) — як “Communauté française d'Afrique” («французька африканська співдружність»). Починаючи з часів незалежності абревіатура КФА має дві офіційні розшифровки: “Communauté financière d'Afrique” («Африканський фінансовий союз») для західноафриканського франка і “Coopération financière en Afrique centrale” («Фінансове співробітництво в Центральній Африці», докладніше див. нижче «Емісійні установи»).

## Опис

### Монети
В усіх країнах Валютного союзу Центральної Африки (Габон, Камерун, Конго, Центральноафриканська Республіка, Чад, Екваторіальна Гвінея) в обігу перебувають монети з однаковим дизайном і номіналом.
На аверсі монети номіналом в 1 франк зображені три голови антилопи адакс на тлі савани, на реверсі поміщено цифрове позначення номіналу і напис з назвою банку-емітента, обрамлений вінком з плодів. Аналогічний дизайн лицьової сторони мають монети номіналами у 5, 10, 25, 50 і 100 франків; зворотний бік оформлений так само (за винятком цифри номіналу монети) у 5,10 і 25 франків.
На реверсі монети гідністю 50 франків цифрове позначення номіналу поміщено в орнаментовану розетку, а на монеті у 100 франків використовується геометричний орнамент. Аверс монети номіналом 500 франків зразка 1977 року прикрашає зображення африканки з квіткою, а на звороті цієї монети зображена голова антилопи аддакс і цифрове позначення номіналу. Інший дизайн має монета номіналом 500 франків зразка 1998 року. На її аверсі поміщений портрет молодої африканки, а зворотний бік прикрашений зображенням місцевої флори.

## Історія

### Заснування
Африканський франк був створений 26 грудня 1945 року разом з франком Французької Полінезії. Причиною для створення окремих грошових одиниць була слабкість французького франка по закінченні Другої Світової війни. Коли Франція в грудні 1945 року ратифікувала Бреттон-Вудську угоду, французький франк був відразу девальвований для утримання фіксованого обмінного курсу з американським доларом. Нові грошові одиниці були створені для французьких колоній з метою вивести їх з-під девальвації. Рене Плевен, французький міністр фінансів, так прокоментував цю подію: «Демонструючи свою великодушність і самовідданість та бажаючи врятувати жителів заморських територій від наслідків злиднів, які спіткали метрополію, Франція встановлює окремий курс обміну для колоніальних валют.»

### Обмінний курс
Франк CFA був створений з фіксованим обмінним курсом стосовно французького франка. Цей курс змінювався лише двічі: в 1948 і 1994 роках.
- з 26 грудня 1945 по 16 жовтня 1948 — 1 франк CFA = 1,70 французьких франків. Ця «премія» в 0,70 франка була наслідком того, що девальвація франка в грудні 1945 року стосувалася тільки валюти метрополії; африканська валюта девальвована не була (до 26 грудня обидві валюти мали ідентичну вартість).
- з 17 жовтня 1948 по 31 грудня 1959 — 1 франк CFA = 2,00 французьких франка. До 17 жовтня африканський франк знецінювався відносно американського долара синхронно із французьким франком, але потім була виконана його ревальвація, яка практично повністю відшкодувала знецінення валюти метрополії протягом цього періоду. Це була остання ревальвація африканського франка відносно французького; надалі він повторював усі девальвації і зміни курсу французького франка.
- з 1 січня 1960 по 11 січня 1994 — 1 франк CFA = 0,02 французького франка. 1 січня відбулася деномінація французького франка: 100 «старих» франків мінялися на 1 «новий» франк.
- з 12 січня 1994 по 31 грудня 1998 — 1 франк CFA = 0,01 французького франка: узгоджена різка девальвація африканського франка з метою допомогти експортним галузям африканських країн.
- з 1 січня 1999 — 100 франків CFA = 0,152449 євро чи 1 євро = 655.957 франків CFA. 1 січня французький франк був замінений на євро по курсу 6,55957 французьких франків за один євро.

Зміни курсу 1960 і 1999 років були суто технічними перерахунками, пов'язаними зі заміною однієї французької валюти на іншу. Реальна вартість африканського франка відносно валюти Франції змінювалася лише в 1948 і 1994 роках.
Вартість африканського франка часто піддавалася критиці як занадто висока; за думкою багатьох економістів, це було вигідно лише міській еліті африканських країн, яка могла придбавати імпортні товари за меншу ціну, і вкрай невигідно для місцевого комерційного сільського господарства, продукція якого через високу вартість місцевої валюти втрачала конкурентноздатність на світових ринках. Девальвація 1994 року мала на увазі зменшення цього дисбалансу.

### Країни та території обігу
25 грудня 1945 року африканський франк був запроваджений на території усіх французьких володінь на південь від Сахари, які згодом здобули незалежність як такі держави: Мавританія, Сенегал, Гвінея, Малі, Буркіна-Фасо, Нігер, Чад, Кот-д'Івуар, Того, Бенін, Камерун, Габон, Конго, Джибуті, Коморські Острови, Мадагаскар, Реюньйон. Окрім того, до зони франка CFA входила острівна колонія Сен-П'єр і Мікелон поблизу канадського узбережжя. Надалі в зоні франка відбувалися такі зміни:
- 1949 — Французьке Сомалі (майбутнє Джибуті) покинуло зону CFA, запровадивши власну валюту;
- 1960 — Гвінея покинула зону CFA, запровадивши власну валюту (1 гвінейський франк = 1 франк CFA);
- 1962 — Малі покинула зону CFA, запровадивши власну валюту (1 малійський франк = 1 франк CFA);
- 1967 — Реюньйон покинув зону CFA (перейшов на французький франк);
- 1973 — Мадагаскар покинув зону CFA, запровадивши власну валюту (за іншими даними, це відбулося в 1972);
- 1973 — Мавританія покинула зону CFA, запровадивши власну валюту (1 угія = 5 франків CFA);
- 1974 — Сен-П'єр і Мікелон покинув зону CFA (перейшов на французький франк);
- 1979 — Коморські Острови покинули зону CFA, склавши із Францією окрему валютну угоду.
- 1984 — Малі повернулася до зони CFA (1 франк CFA = 2 малійських франка);
- 1985 — Екваторіальна Гвінея (колишня іспанська колонія) приєдналася до зони CFA (1 франк CFA = 4 еквеле);
- 1997 — Гвінея-Бісау (колишня португальська колонія) приєдналася до зони CFA (1 франк CFA = 65 песо).

## Емісійні установи
Насправді, під назвою «франк CFA» існує дві окремі грошові одиниці: західноафриканський франк (код валюти XOF) і центральноафриканський франк (код XAF). Вони розрізняються значенням французької абревіатури CFA. Обидва африканські франки мають ідентичний обмінний курс відносно євро і гарантуються французьким казначейством, але західноафриканський франк не приймається як платіжний засіб у країнах обігу центральноафриканського франка, та навпаки.

### Західноафриканський франк
Стосовно західноафриканського франка абревіатура CFA означає Communauté financière d'Afrique («Африканський фінансовий союз»). Його емісію здійснює Центральний банк західноафриканських держав (Banque Centrale des États de l'Afrique de l'Ouest, BCEAO), який знаходиться у Дакарі, столиці Сенегалу. Західноафриканський франк є платіжним засобом у країнах Західноафриканського економічного та валютного союзу (Union Économique et Monétaire Ouest Africaine, UEMOA), до складу якого входять:
- Бенін
- Буркіна-Фасо
- Гвінея-Бісау
- Кот-д'Івуар
- Малі
- Нігер
- Сенегал
- Того

### Центральноафриканський франк
Стосовно центральноафриканського франка абревіатура CFA означає Coopération financière en Afrique centrale («Фінансове співробітництво в Центральній Африці»). Його емісію здійсняє Банк держав Центральної Африки (Banque des États de l'Afrique Centrale, BEAC), який знаходиться в Яунде, столиці Камеруну. Центральноафриканський франк є платіжним засобом у країнах Економічної та валютної співдружності Центральної Африки (Communauté Économique et Monétaire de l'Afrique Centrale, CEMAC), до складу якої входять:
- Габон
- Екваторіальна Гвінея
- Камерун
- Республіка Конго
- Центральноафриканська Республіка
- Чад

Цікаво, що в 1975 році банкноти центральноафриканського франка друкувалися з дизайном зворотної сторони, унікальним для кожної з країн-учасниць, тоді як оформлення лицевої сторони банкнот було ідентичне; ця практика була застосована значно пізніше при карбуванні монет євро.